# Hříšice
Hříšice település Csehországban, a Jindřichův Hradec-i járásban. Hříšice Budíškovice, Dačice, Horní Slatina, Červený Hrádek, Černíč, Knínice és Strachoňovice településekkel határos. Lakosainak száma 332 fő (2024. január 1.).

## Népesség
A település lakosságának változását az alábbi diagram mutatja:
| Lakosok száma | 442  | 436  | 447  | 330  | 324  | 335  | 325  | 336  | 335  | 332  |
|               | 1869 | 1890 | 1921 | 1950 | 1980 | 2001 | 2017 | 2019 | 2022 | 2024 |